# Tootsie
Tootsie és una pel·lícula estatunidenca de Sydney Pollack, estrenada el 1982. Aquesta pel·lícula ha estat doblada al català.

## Argument
Michael és un bon comediant a qui costa, tanmateix, trobar feina pel seu caràcter exigent. Acompanya la seva amiga Sandy a un càsting per a un paper en una sèrie de televisió, però aquesta no és seleccionada. Enfadat d'altra banda amb el seu propi agent, Michael decideix disfressar-se de dona i passar ell mateix el càsting.

## Repartiment
- Dustin Hoffman: Michael Dorsey/Dorothy Michaels
- Jessica Lange: Julie Nichols
- Teri Garr: Sandy Lester
- Dabney Coleman: Ron Carlisle
- Charles Durning: Les Nichols
- Bill Murray: Jeff Slater, l'amic de Michael
- Sydney Pollack: George Fields, l'agent de Michael
- George Gaynes: John Van Horn
- Geena Davis: April Page

## Premis i nominacions

### Premis
- 1983: Oscar a la millor actriu secundària per Jessica Lange
- 1983: Globus d'Or a la millor pel·lícula musical o còmica
- 1983: Globus d'Or al millor actor musical o còmic per Dustin Hoffman
- 1983: Globus d'Or a la millor actriu secundària per Jessica Lange
- 1984: BAFTA al millor actor per Dustin Hoffman
- 1984: BAFTA al millor maquillatge per Dorothy J. Pearl, George Masters, C. Romania Ford i Allen Weisinger

### Nominacions
- 1983: Oscar al millor director per Sydney Pollack
- 1983: Oscar al millor actor per Dustin Hoffman
- 1983: Oscar a la millor actriu secundària per Teri Garr
- 1983: Oscar al millor guió original per Don McGuire, Larry Gelbart i Murray Schisgal
- 1983: Oscar a la millor fotografia per Owen Roizman
- 1983: Oscar a la millor banda sonora per Dave Grusin
- 1983: Oscar al millor muntatge per Fredric Steinkamp i William Steinkamp
- 1983: Oscar al millor so per Arthur Piantadosi, Les Fresholtz, Rick Alexander i Les Lazarowitz
- 1983: Oscar a la millor direcció artística per Peter Larkin
- 1983: Globus d'Or al millor director per Sydney Pollack
- 1983: Globus d'Or al millor guió per Larry Gelbart i Murray Schisgal
- 1984: BAFTA a la millor pel·lícula
- 1984: BAFTA al millor director per Sydney Pollack
- 1984: BAFTA a la millor actriu per Jessica Lange
- 1984: BAFTA a la millor actriu secundària per Teri Garr
- 1984: BAFTA al millor guió adaptat per Larry Gelbart i Murray Schisgal
- 1984: BAFTA al millor vestuari per Ruth Morley
- 1984: BAFTA a la millor cançó original per Dave Grusin, Alan i Marilyn Bergman amb "Tootsie"
- 1984: César a la millor pel·lícula estrangera
- 1984: Grammy al millor àlbum de banda sonora escrit per pel·lícula o televisió per Dave Grusin